# 船明ダム
船明ダム（ふなぎらダム）は、静岡県浜松市天竜区（旧：天竜市）船明地先、天竜川本川に建設されたダムである。

## 天竜川最後の電源開発
天竜川電源開発計画の末期に計画されたダムで、天竜川河口から30km地点の山間部から平野へ流出する地点に建設された。天竜川水系最下流にして最南端に位置する。1972年（昭和47年）に建設に着手、1977年（昭和52年）に完成。
ダムの型式は重力式コンクリートダム、高さは24.5mで天竜川本川のダムの中では最も堤高が低い。建設された目的は船明発電所（認可出力：32,000kW）による発電である。だが、遠州地域の水需要の増加は上水道・工業用水・灌漑の全域に及び、既に佐久間ダムが豊川用水の水源、秋葉ダムが三方原用水路の水源として利用されていたが船明ダムに関しても磐田用水・浜名用水の水源として利用されることになった。これによりダムの目的は本来の発電の他、上水道・工業用水・灌漑が追加され、秋葉ダム同様多目的ダムとして浜松市・磐田市等遠州地域の水がめとなった。
船明ダムの特徴として、世界最大級のローラーゲートがある。ゲートが巨大で堤高が低いため、ダム自体がほぼゲートだけのようにも見える。その他の特徴としては魚道がある。天竜川は水生生物も豊富な川であるが、船明ダムにより流れの連続性が絶たれ、年間数十万匹と言われる鮎の遡上などが阻止されてしまう恐れがあった。魚道はこれを回避すべく建設されたものであり、総延長約247mにも及ぶ。その内169mあるトンネル部分は、外との明るさの差で魚が入らなくなることを防ぐため、専用の照明が設置されている。他にも一定間隔で隔壁を設け、越流と水たまりが生じるようにするなど、様々な工夫が施されている。当時の社会情勢で、水産資源保全や自然保護のためにこれだけの設備、特にダムの目的である水資源を放流で減じるようなものは異例といえる。
船明ダムの完成によって、1925年（大正15年）に福澤桃介が天竜川電力を立ち上げ、建設を開始した大久保発電所（長野県駒ヶ根市）以降、日本の電源開発事業・土木事業を牽引してきた「天竜川電源開発事業」は52年目にして完結し、終了したのである。

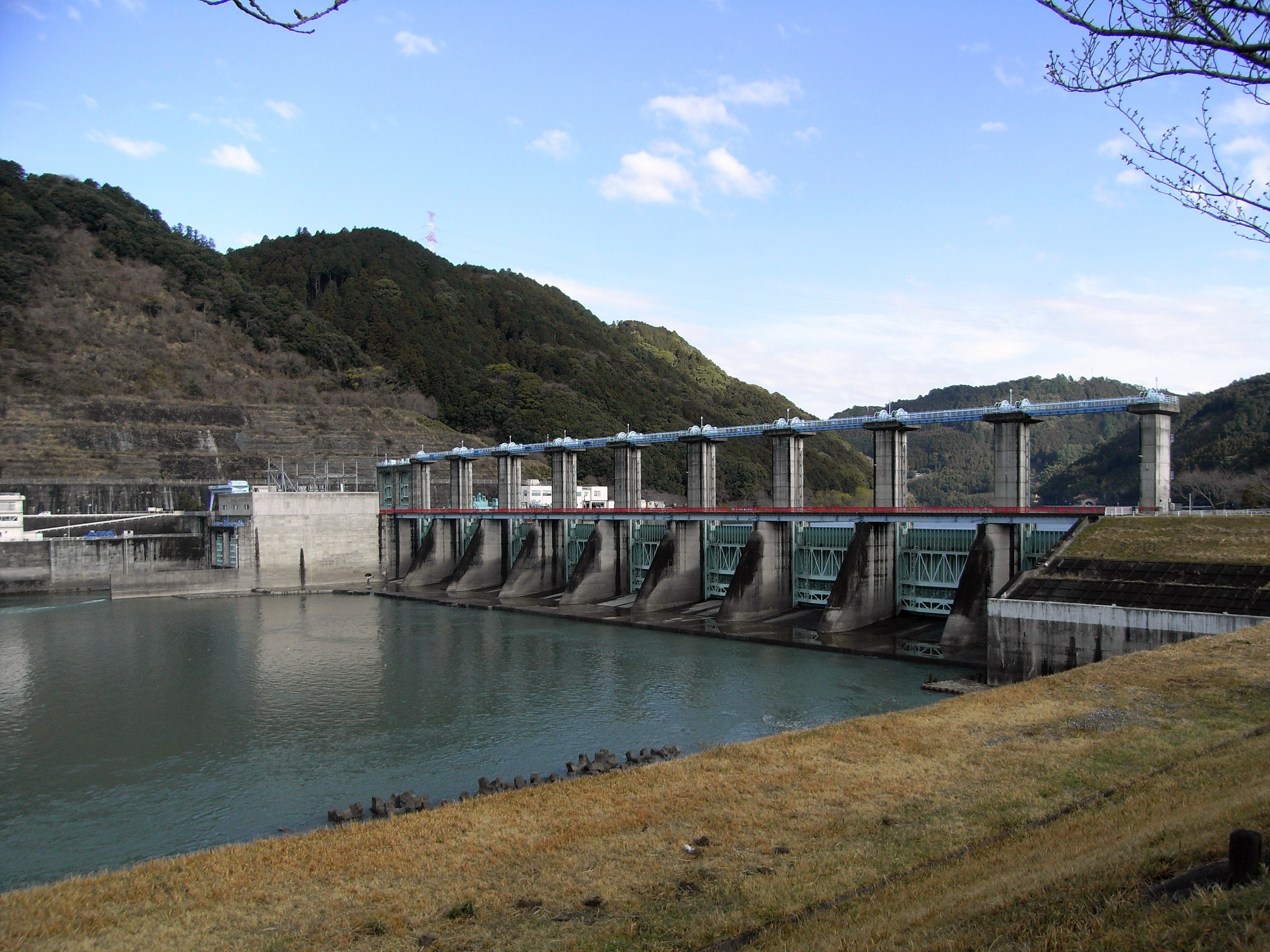
右岸にある船明発電所

## マリーナのあるダム湖

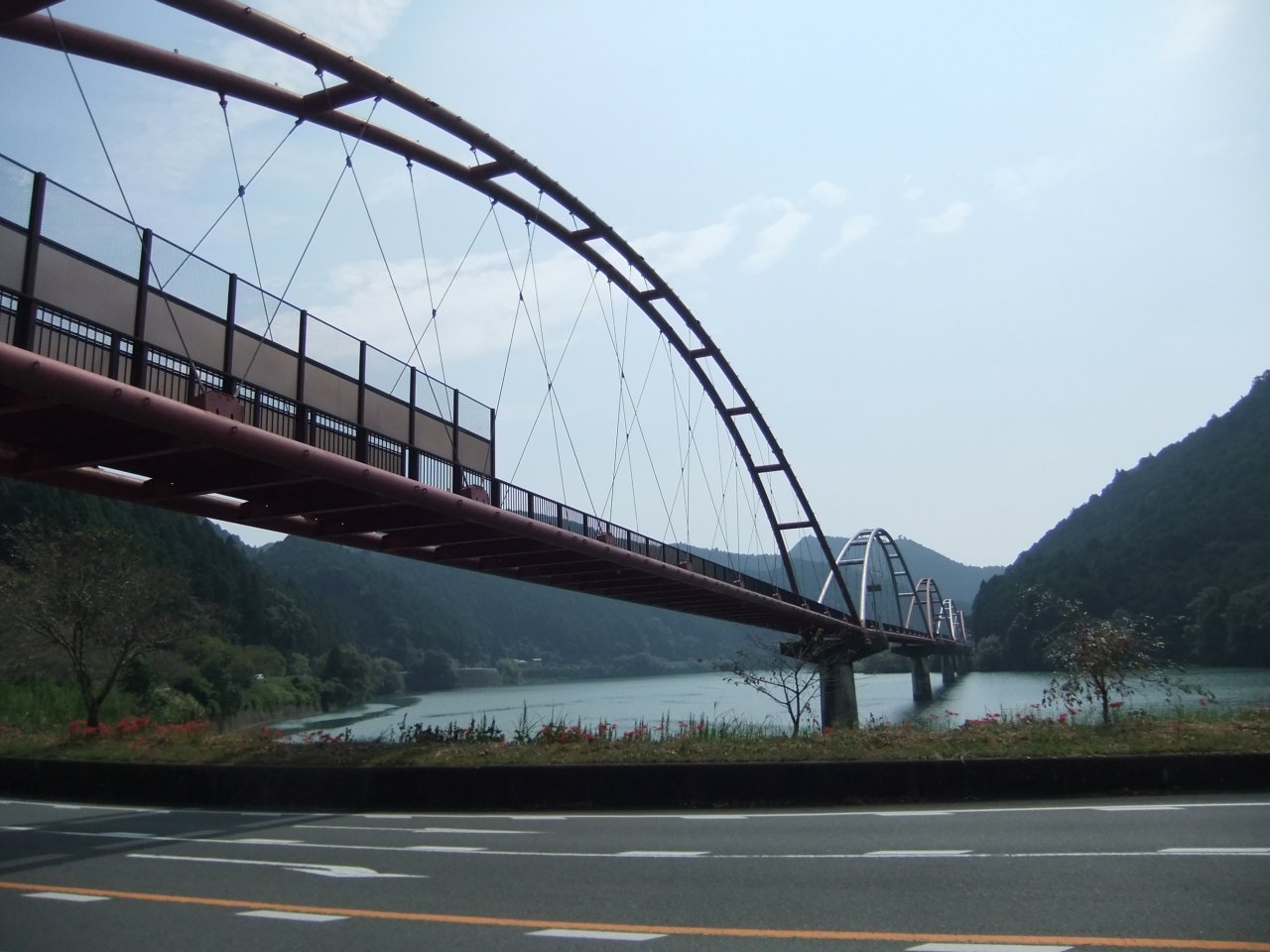
夢のかけ橋

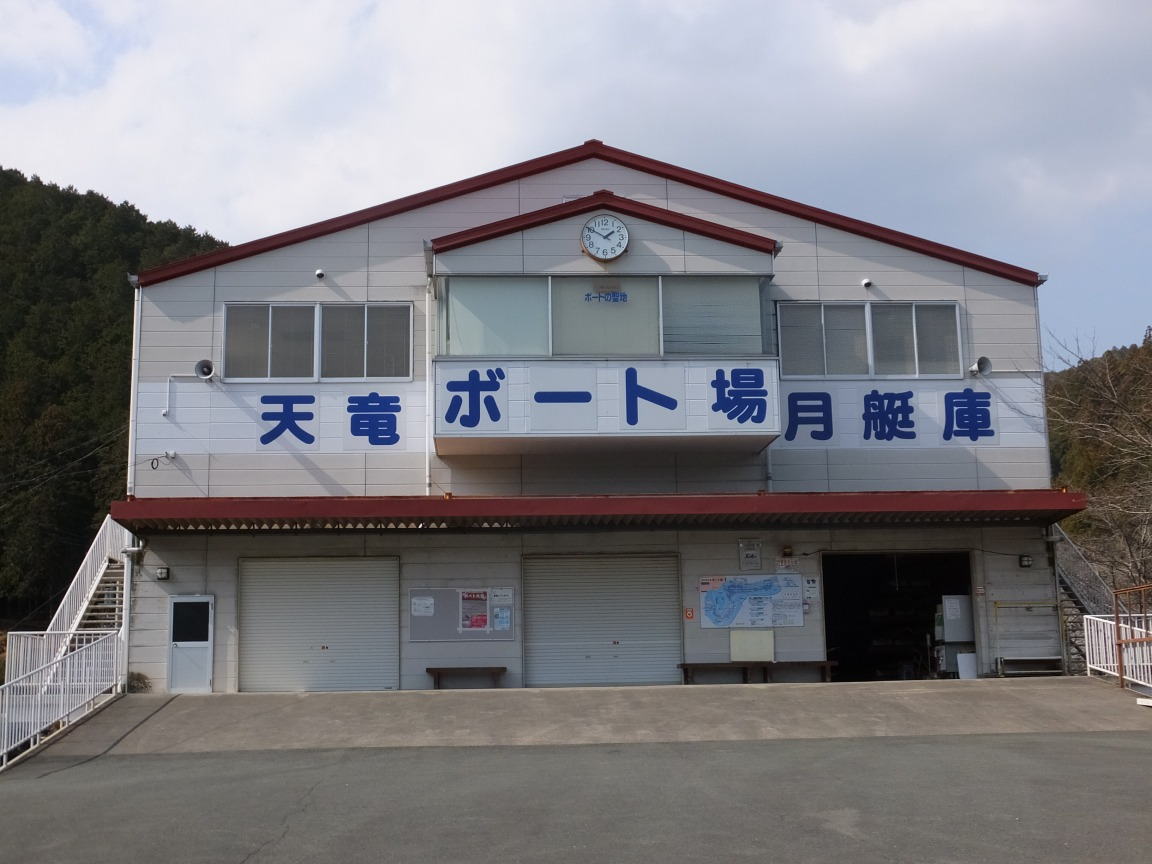
天竜ボート場月艇庫（静岡県浜松市天竜区月）

ダム湖である船明ダム湖は、1984年（昭和59年）に相津マリーナが設けられたものの、長らく湖面の本格的な利用はされていなかった。しかし、近年カヌー競技などのグラウンドとして盛んに湖面利用がされている。こうして開発された理由としては、
- 穏やかな水面で、風・波や流れがほとんどない
- 都市部に比較的近い（浜松市中心部から1時間強、新東名浜松浜北ICから20分程度）
- 湖面が広く、長く複数ラインの直線コースが取れる（2000m×6コース。2000mは東海地方では唯一で国内でも有数）
- 漁船の運航や養殖いかだなどの人工の造波源や障害物がなく、ボートで湖面専有も可能
- 川なので水質が良く、川の割に水深が十分且つ安定していて利用可能日数が多い（水位の安定度の高さは佐久間発電所の逆調整池で、更に都市部に近い最下流のダムであるためと、電源開発が佐久間-秋葉-船明と連続する3つのダムを一体的に運用しているため）

等々、かなり理想的な条件を備えていたことと、1991年（平成3年）に静岡県でインターハイが開催されることから、ボート競技のグラウンドとして着目されたことによる。そうして1990年（平成2年）に天竜漕艇場が設けられて以降、東海地方における漕艇競技のメッカとなり、1990年（平成2年）からボートの甲子園といえる全国高等学校選抜ボート大会の会場となっている他、1991年（平成3年）に静岡県で実施されたインターハイや2003年（平成15年）第58回国民体育大会の漕艇競技会場として使用され、「ボートフェスティバルin天竜」などの大会も毎年開かれている。こうしたレベルの高い大会が開かれる一方で、先述の通り湖面が広く穏やかであるため、湖面を区域分けした上で初心者や家族連れがカヌーなどを楽しめる場ともなっている。普段でも、地元高校生などのボート競技の練習の他、レンタルカヌーなどが航行している。こうした発展の中、相津マリーナは2010年（平成22年）に海の駅の認定を受けた。海から船で直接行けない場所の海の駅認定は全国初である。
ダム湖は10年に1回、世界最大級と言われるローラーゲート（水門）9門を全開して湖水を抜き総点検を行う。この期間は当然ながらマリーナ等の利用はできない。また上流域などの大雨時も、増水により危険であるため使用中止となる。

## 観光・その他
船明ダム一帯は、自然の中でのスポーツ、アウトドアレジャーなどを売りとした北遠地域観光・レジャーの要衝となっている。
左岸（国道152号側）の湖畔には2001年（平成13年）に道の駅天竜相津花桃の里が開かれ、船明ダム周辺観光の要となっている。天竜相津花桃の里が開かれるまではダム湖に橋脚のみが並んでいるのも隠れた名物だったが、それも現在では天竜相津花桃の里・相津マリーナと伊砂ボートパーク・自然公園をつなぐ歩行者・自転車用橋「夢のかけ橋」として利用されている（元々は佐久間線として建築されたが、途中で建設中止になったもの）。同じく佐久間線のトンネルを利用した天然の保冷庫・暗室である浜松ワインセラーや、上述の相津アリーナもこの至近にある。
ダム左岸には船明ダム運動公園があり、地域のスポーツ活動の他にイベントの開催地として使われている。この公園内及び周囲にはソメイヨシノが多数植えられ、桜のトンネルと呼ばれる200ｍの桜並木もあるため、春には大勢の花見客で賑わう。この桜のトンネルは、大人の頭上すぐなほどに枝が低いことと、駐車場から段差が無いことが特徴的である。人気も上がっており、従来鳥羽山公園で開かれていた天竜桜まつりが移転してくる、天気予報サイトの開花予想地点に加えられるなど、花見の名所として広く知られるようになってきている。
船明ダム付近は釣りの名所としても知られており、ほとんどの川が禁漁となる冬でも釣りが可能である。特に初夏の鮎釣り解禁時は多数の釣り人を見ることができる。その他でもダム湖はバス・ヘラブナなどの釣り区、冬期間の船明ダム〜秋葉ダム間はルアーフィッシング専用区として設定されるなど、地域産業の資源としても活用されている（なお釣りには天竜川漁協の遊漁規則順守と遊漁証が必要である）。
近年は船明ダム及び周辺でのサイクリングも増えており、大会が年に数回開かれている他、天竜サイクルツーリズムなどのイベントも行われている。船明ダム湖岸の道路は幅が広い国道と交通量が少ない旧道で、信号も起伏もほとんどない非常に走りやすいコースである。更に目的地を伸ばせばヒルクライム・山岳コースとなり、熊の道の駅や横川・春野・気田川周回、新宮池、秋葉神社上社、更にスーパー林道天竜線を通って山住神社経由で水窪や秋葉ダム-佐久間ダムの天竜川遡上など、いずれも自然が豊富なコースを多様に取れ、負荷調整もしやすい。また先述の通り都市部と高速道路のインターチェンジに近く、船明ダム運動公園には広い無料駐車場があるため、遠方から自家用車で自転車を搭載して来訪し、船明ダムを拠点としてサイクリングを楽しむことも容易である。こうした点が知れ渡ることとサイクリング人口の増大を受けて、地元自治体の浜松市や天竜浜名湖鉄道などでも、サイクリングマップの作成、サイクルラックの設置などサイクリング環境の整備を進めている。
利用者の口コミが広がったことと、自然が豊富な割にアクセスしやすく道路も整備されていること、特に国道152号線の走りやすさから、バイクでのツーリングも増えている。
また、ダム湖周辺は絶壁が多く鳥類の繁殖に好都合な事と、山地と平野の境目にある湖であることから、オオタカ・クマタカ・カワセミ・アオゲラ等多種多様な鳥類が生息、山・里・水辺の鳥を一度に見ることができる静岡県下でも屈指の探鳥地としても有名である。
その他、前々からラフティング等の名所でキャンプ場も多数ある気田川、清流で知られ沢遊びができる阿多古川にも近く、アウトドアレジャー・スポーツを中心とした北遠地方の観光・レジャーにおいて、船明ダムは拠点・玄関口としての性格も持つようになった。こうした利用者増大は、ボート場整備と道の駅以外は開発によるというより、それまであったものの良さが口コミ等で広まって成されたといえる。
下流には二俣城址があり、二俣城の戦いにおける徳川家康と武田信玄の激戦地としてや、家康の嫡男・松平信康自刃の地として歴史ファンに有名である。
なお、ダムのある場所は以前は天竜市であったが、平成の大合併によって浜松市と合併している。アメダス（無人観測施設）が隣接しており、平成の大合併後はNHKの気象情報において「浜松市船明」と区を省略して紹介される。